# Paca Almenara
Francisca Almenara, més coneguda com a Paca Almenara, és una maquilladora de cinema espanyola. És mare de l'actriu María Adánez.
Va començar a fer de maquilladora al cinema a Memorias del general Escobar de José Luis Madrid el 1984, i després treballaria a pel·lícules com El túnel d'Antonio Drove (1988) i a la sèrie de televisió Delirios de amor (1989). El 1992 destacà pel seu treball a Orquesta Club Virginia i va guanyar el Goya al millor maquillatge i perruqueria per Acción mutante Encara que va treballar a sèries de televisió com La regenta (1995) i Colegio Mayor (1996), s'ha dedicat principalment al cinema. Ha estat nominada al Goya al millor maquillatge per La Celestina (1996), Abre los ojos (1998), You're the One (una historia de entonces) (2000), Historia de un beso (2002) i Tiovivo c. 1950 (2005). El 1998 va guanyar el Premi Teo Escamilla de l'ASECAN pel seu treball a Abre los ojos.
El 2005 es va casar amb l'actor Santiago Ramos, conegut pel seu paper a la sèrie Aquí no hay quien viva.

## Filmografia
- Tiovivo c. 1950 (2005)
- La luz prodigiosa (2003)
- Historia de un beso (2002)
- Padre coraje (minisèrie, 2002)
- You're the one (una historia de entonces) (2000)
- Gitano (2000)
- Segunda piel (1999)
- Solas (1999)
- Yerma (1998)
- Abre los ojos (1997)
- La buena estrella (1997)
- Corazón loco (1997)
- Colegio mayor (sèrie de televisió, 1994-1996)
- Tesis (1996)
- La Celestina (1996)
- La regenta (sèrie de televisió, 1995)
- Orquesta Club Virginia (1992)
- Acción mutante (1992)
- El túnel (1988)
- Así como habían sido (1987)
- Caso cerrado (1985)
- Memorias del general Escobar (1984)